# Bratislav Petković
Bratislav Petković, szerbül: Братислав Петковић (Belgrád, 1948. szeptember 26. – Belgrád, 2021. május 9.) szerb filmrendező, drámaíró és politikus. A Szerb Progresszív Párt tagja. 2012. július 27. és 2013. szeptember 2. között ő volt Ivica Dačić kormányának információs és kulturális minisztere.

## Életútja
Belgrádban született 1948. szeptember 26-án. Filmrendezést tanult a Belgrádi Képzőművészeti Egyetem Dráma Karán, ahol 1972-ben végzett. Belgrádban több darabkát bemutatták. Ezek közé tartozik a Gran pri (Grand Prix), a Legija časti (a Büszkeség Légiója), a Cvetovi zla (A Bűnös virágai) és a Skadar. Írásait nagyrészt a szerb történelem ihlette. 
1978-ban a Belgrádi Drámai Színház előadta Vojislav Kajganić-csal közösen írt Sportos élet című művét. Ezután két monodrámát írt, Prodajem razbivenu kuću és Ispovest klovna Dragoljub címmel. 1991-ben írta meg Kaskader (Kaszkadőr) című drámáját, melyet a Drámai Színház adott elő. 
1994-ben Bratislav Petković megalakította a Belgrádi Autómúzeumot, melynek alapja az őáltala összegyűjtött régi autók voltak. gy 1929-ben épült garázsban nyirtották meg a kiállítást. Ezután megalapírorra a Modern Garázs nevű színházat, mely a garázs után kapta a nevét.
Bratislav Petković a Szerbiai Drámaírók Szövetségének az alelnöke is.